# Парксайд-авеню (линия Брайтон, Би-эм-ти)
|   |     |     |     |     |   |
| · | · л | · э | · э | · л | · |

|   |     |     |     |     |   |
| · | · л | · э | · э | · л | · |

«Парксайд-авеню» (англ. Parkside Avenue) — станция Нью-Йоркского метрополитена, расположенная на линии Брайтон, Би-эм-ти. Станция находится в Бруклине, в округе Проспект-Леффертс-Гарденс, на пересечении Парксайд авеню c Оушен авеню. На станции останавливается маршрут Q (круглосуточно). Станцию проходит без остановки маршрут B (в будни днём и вечером до 23:00).

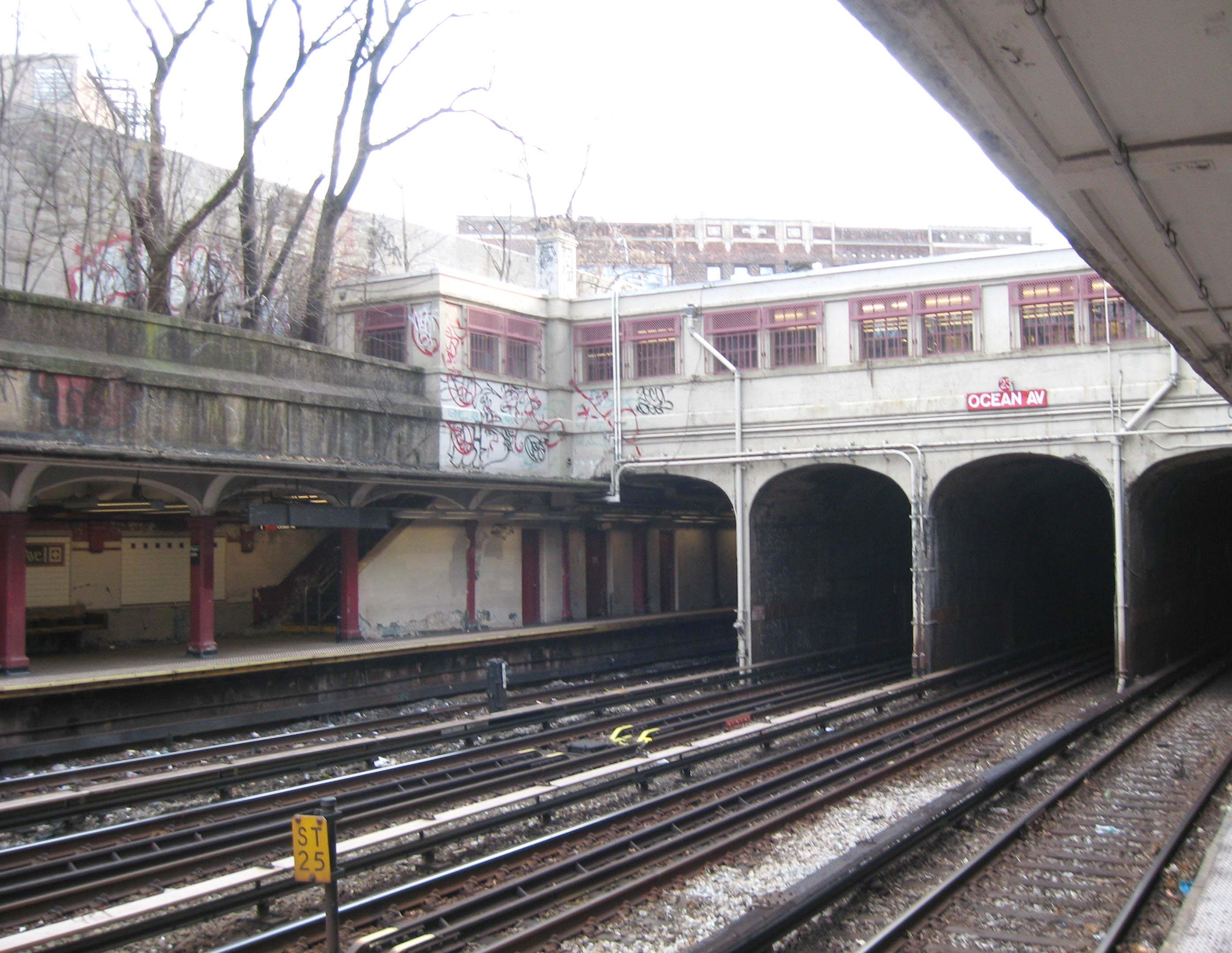
Пути и восточная (на Манхэттен) платформа

Станция была открыта 4 апреля1905 года, тогда ещё на двухпутной линии. Сейчас она представлена двумя боковыми платформами, обслуживающими только внешние (локальные) пути четырехпутной линии. Две трети платформ расположены в тоннеле под перекрёстком, северная треть платформ наземная. Станция отделана мозаикой, обрамлена колоннами. Навеса на открытой части платформ не имеется.
Основной выход станции расположен в центральной части платформ (с северного конца тоннеля). Он представлен лестницами и вестибюлем, где расположен турникетный павильон. Здесь есть переход между платформами. Выход приводит к перекрёстку Парксайд авеню с Оушен авеню. Западная (на Coney Island — Stillwell Avenue) платформа имеет ещё один выход. Он расположен с южного конца станции, работает только на выход и приводит к юго-западному углу перекрёстка Вудрафф авеню с Оушен авеню.